# Rachael Haynes
Rachael Louise Haynes (* 26. Dezember 1986 in Carlton, Australien) ist eine australische Cricketspielerin, die zwischen 2009 und 2022 für die australische Nationalmannschaft spielte. Als Batterin stieg sie, als sie 2013 für vier Jahre aus der Nationalmannschaft gestrichen wurde, zur Vize-Kapitänin auf und konnte als solche unter anderem mit dem Team die Weltmeisterschaft im WODI- und WTwenty20-Cricket, sowie die Commonwealth-Spiele gewinnen.

## Kindheit und Ausbildung
Aufgewachsen in einem Vorort von Melbourne spielte sie Cricket für Victoria und konnte mit diesen zwei Twenty20-Titel erreichen. Sie absolvierte ein Studium an der Australian Catholic University im Marketing. Während einer Karrierepause studierte sie an der Southern Queensland University für einen MBA.

## Aktive Karriere

### Anfänge in der Nationalmannschaft
Ihr Debüt in der Nationalmannschaft gab sie auf der Tour in England im Sommer 2009. Nachdem sie ihr erstes WODI absolviert hatte, konnte sie in ihrem WTest ein Half-Century über 98 Runs erreichen. Beim nächsten Einsatz im Team im Februar 2010 bei der Tour gegen Neuseeland konnte sie zwei Fifties erzielen (56 und 75*). Auch absolvierte sie bei der Tour ihr erstes WTwenty20. Von da an war sie regelmäßig Teil der Nationalmannschaft, konnte ihr nächstes Half-Century aber erst im Dezember 2012 mit 70 Runs im zweiten WODI der 
Tour gegen Neuseeland erzielen.
Die Tour war eine Vorbereitung für den Women’s Cricket World Cup 2013 in Indien, für den sie nominiert wurde. Dort konnte sie im zweiten Spiel gegen Südafrika ein Fifty über 83 Runs erzielen, wofür sie als Spielerin des Spiels ausgezeichnet wurde. Gegen Sri Lanka konnte sie ein weiteres Half-Century über 71* Runs erreichen. Im Finale traf sie mit dem Team auf die West Indies und konnte dort mit 52 Runs zum Titelgewinn beitragen. Nach diesem Erfolg war sie im Sommer 2013 Teil der Mannschaft auf der Tour in England. Nach zwei „Ducks“ (0 Runs) in den ersten beiden WODIs und nur mäßigen Leistungen in den WTWenty20s wurde sie aus der Mannschaft entfernt. In der Folge verlor sie den Kontakt zur Nationalmannschaft und konzentrierte sich auf ihr Studium und arbeitete Vollzeit. Es sollte fast vier Jahre dauern, bis sie wieder ins Team zurückfand.

### Rückkehr in die Nationalmannschaft
Zu ihrer Rückkehr ins Team kam es, als sich vor der Tour in Neuseeland im Februar 2017 mehrere Spielerinnen verletzten und so gelang ihr in dem Spiel, das sie bestritt, ein Fifty über 50 Runs. Dies ermöglichte es ihr beim Women’s Cricket World Cup 2017 teilzunehmen, bei dem sie zwei Spiele bestritt. Gegen Pakistan konnte sie 28 Runs erreichen und gegen Südafrika konnte sie bei einem ihrer selten Bowling-Einsätzen 2 Wickets für 12 Runs erzielen. In beiden Spielen übernahm sie auch die Kapitänsrolle, da Kapitänin Meg Lanning auf Grund einer Schulterverletzung aussetzen musste.
Vor der Ashes-Tour gegen England im Herbst 2017 benötigte Australien eine Kapitänin und überraschend entschieden sich die Selektoren dafür Haynes die Aufgabe zu übertragen, wobei sie kaum Bestandteil der Mannschaft war, und dabei etablierte Spielerinnen zu übergehen. Bei der Tour konnte sie als beste Leistung ein Fifty über 89* Runs im zweiten WODI erreichen. Mit dem Team konnte sie die Ashes erringen, nachdem die WODI-Serie gewonnen, aber die WTwenty20-Serie unter ihrer Führung verloren wurde. Von da an war sie wieder fester Bestandteil des Teams.

### Aufstieg zur wichtigen Batterin
Im März 2018 konnte sie bei einem Drei-Nationen-Turnier in Indien gegen England im WTwenty20 ein Fifty über 65 Runs erzielen. Vergleichbares gelang ihr dann im Herbst 2018, als ihr dieses mit 69 Runs gegen Neuseeland gelang, wofür sie als Spielerin des Spiels ausgezeichnet wurde. Kurz darauf konnte sie bei der Tour gegen Pakistan in Malaysia im zweiten WODI der Serie ein Half-Century über 79 Runs erreichen. Zum Ende der Saison erzielte sie 67 Runs gegen Neuseeland. Im Sommer 2019 gelang ihr dann auch wieder ein Test-Fifty über 87 Runs. Zu Beginn der Saison 2019/20 begann sie die WODI-Serie gegen Sri Lanka mit einem Fifty über 45 Runs. Im zweiten Spiel konnte sie dann ein Century über 118 Runs aus 132 Bällen erzielen, bevor sie im letzten Spiel der Serie noch einmal ein Fifty über 63 Runs hinzufügte. Beim ICC Women’s T20 World Cup 2020 konnte sie in der Vorrunde ebenfalls gegen Sri Lanka ein Fifty über 60 Runs erreichen, wofür sie als Spielerin des Spiels ausgezeichnet wurde.
Nach einer Pause auf Grund der COVID-19-Pandemie konnte sie zwei Half-Centuries (82 und 96 Runs) gegen Neuseeland erzielen, wofür sie als Spielerin der Serie ausgezeichnet wurde. Bei der Tour in Neuseeland zum Ende der Saison folgte ein weiteres Fifty über 87 Runs. Zu Beginn der Saison 2021/22 erreichte sie gegen Indien 93 Runs im ersten WODI. Bei der Ashes-Tour gegen England im Januar 2022 konnte sie im WTwest 86 Runs im ersten Innings erreichen. Den Women’s Cricket World Cup 2022 begann sie mit einem Century über 130 Runs aus 131 Bällen gegen England und wurde als Spielerin des Spiels ausgezeichnet. Gegen die West Indies erreichte sie in der Vorrunde dann 83* Runs. Im Halbfinale traf sie mit der Mannschaft wieder auf die West Indies und erreichte dort abermals ein Half-Century über 85 Runs. Daraufhin trafen sie im Finale auf England und mit 68 Runs konnte sie ein weiteres Fifty hinzufügen und hatte so großen Anteil am Titelgewinn. Auch bei den Commonwealth Games 2022 konnte sie mit dem Team den Titel gewinnen. Im September 2022 kündigte sie ihren Rücktritt vom internationalen Cricket an und erklärte, dass sie nach dem Women’s Big Bash League 2022/23 auch aus dem nationalen ausscheiden werde.

## Privates
Haynes hat mit ihrer Lebenspartnerin, der ehemaligen Mannschaftskollegin im australischen Nationalteam, Leah Poulton, ein Kind.